# 174. østlige længdekreds
Den 174. østlige længdekreds (eller 174 grader østlig længde) er en længdekreds, der ligger 174 grader øst for nulmeridianen. Den løber gennem Ishavet, Asien, Stillehavet, det Sydlige Ishav og Antarktis.